# Axe Victim
Axe Victim è il primo album del gruppo musicale britannico Be-Bop Deluxe, pubblicato dall'etichetta discografica Harvest nel giugno 1974.
L'album è prodotto da Ian McLintock. I brani sono interamente composti da Bill Nelson, cantante del gruppo, mentre Rocket Cathedrals è firmata da Robert Bryan, altro membro della band che per l'occasione fa da vocalist. Anche gli arrangiamenti sono curati da Nelson, ad eccezione che per il brano conclusivo, di cui si occupa Andrew Powell.
Dal disco viene tratto il singolo Jet Silver and the Dolls of Venus.

## Tracce

### Lato A
1. Axe Victim
2. Love is Swift Arrows
3. Jet Silver and the Dolls of Venus
4. Third Floor Heaven
5. Night Creatures

### Lato B
1. Rocket Cathedrals
2. Adventures in a Yorkshire Landscape
3. Jets at Dawn
4. No Trains to Heaven
5. Darkness (L'Immoraliste)